# Makaronesien

Inselregion Makaronesien

Makaronesien oder Makaronesische Inseln (deutsch gesegnete oder glückliche Inseln, nach griechisch μακάριος makários für selig/glückselig und νῆσος nḗsos für Insel) bezeichnet in der Biogeographie die Region der im östlichen Zentralatlantik liegenden Inselgruppen vulkanischen Ursprungs. Trotz der großen Entfernungen herrschen Gemeinsamkeiten zwischen den einzelnen Inseln hinsichtlich ihrer Tier- und Pflanzenwelt.

## Gliederung

Flaggen der makaronesischen Inselgruppen Azoren, Madeira, Kanaren und Kap Verde

Makaronesien umfasst fünf Inselgruppen als Unterregionen – von Norden nach Süden:
| Inselgruppe | politische Zugehörigkeit | politische Einheit                           | Amtssprache   |
| ----------- | ------------------------ | -------------------------------------------- | ------------- |
| Azoren      | Portugal                 | Azoren (Autonome Region)                     | Portugiesisch |
| Madeira     | Portugal                 | Madeira (Autonome Region)                    | Portugiesisch |
| Sebaldinen  | Portugal                 | unbewohnt, Teil der Autonomen Region Madeira | Portugiesisch |
| Kanaren     | Spanien                  | Kanarische Inseln (Autonome Gemeinschaft)    | Spanisch      |
| Kapverden   | Kap Verde                | Kap Verde (Republik)                         | Portugiesisch |

## Begriffsgeschichte
Die Verwendung des Begriffs Makaronesien geht auf den Botaniker Philip Barker Webb zurück, der in den Jahren 1835 bis 1850 mit Sabin Berthelot und Alfred Moquin-Tandon die Histoire naturelle des Iles Canaries herausgab. Er ist der antiken griechischen Geografieliteratur entnommen, in der die jenseits des Mittelmeers gelegenen Inseln als μακάρων νῆσοι makárōn nḗsoi, also als Inseln der Glückseligen bezeichnet wurden (anlehnend an die Vorstellungen vom Elysium, das von den Dichtern schon in vorantiker Zeit als im Westen gelegen gedacht wurde). Unter den Naturforschern der frühen bis mittleren Römischen Kaiserzeit (z. B. Plinius maior, Ptolemaios) fand dann die Identifizierung mit bis zu acht auch heute unter den Begriff fallenden Inseln statt.
Teilweise wird in der Literatur irrtümlich auch der Ausdruck Makronesien (für weite Inseln) verwendet.

## Biogeographische Region
Verwendet wird die Bezeichnung im ab 1992 entwickelten System der Biogeographischen Regionen der Europäischen Union, das insbesondere für die Zuordnung der Natura-2000-Gebiete und des Emerald-Netzwerkes, sowie der in den Anhängen der Fauna-Flora-Habitat-Richtlinie genannten Arten (Anh. II, IV, V) und Habitate (Anh. I) von gemeinschaftlichem Interesse, verwendet wird. Hier umfasst die Region (Stand 2012) nur die Gebiete der Mitgliedsstaaten der Europäischen Union, also das Königreich Spanien und die Republik Portugal, nicht jedoch die Republik Kap Verde. Sie wird jedoch für die Ausweisung von marinen Schutzgebieten auch auf die umliegenden Meeresgebiete unter die Jurisdiktion der Europäischen Union ausgeweitet.
| Landfläche in km² | Staaten | Anteile (Landfl.) | Bevölkerung in EW/km² | Habitattypen                                    |
| ----------------- | ------- | ----------------- | --------------------- | ----------------------------------------------- |
| 10.372            | 2       | ES 69 % PT 31 %   | 203                   | Immergrüner Wald, Wüste und Hochland (ca. 74 %) |

Dabei umfassen:
- spanischer Anteil (ES): Landfläche Kanaren ca. 7200 km² (1,4 % der Staatsfläche)
- portugiesischer Anteil (PT): Landfläche Azoren und Madeira ca. 3150 km² (3,4 % der Staatsfläche)

Die wichtigsten Habitattypen sind:
- Habitate des Inlands mit spärlicher oder fehlender Vegetation: 34 %
- Heide und Buschland: 25 %
- Wald: 15 %
- Kulturland: 14 %

Fauna wie Flora sind durch einen hohen Endemitenanteil gekennzeichnet.

## Florengebiet

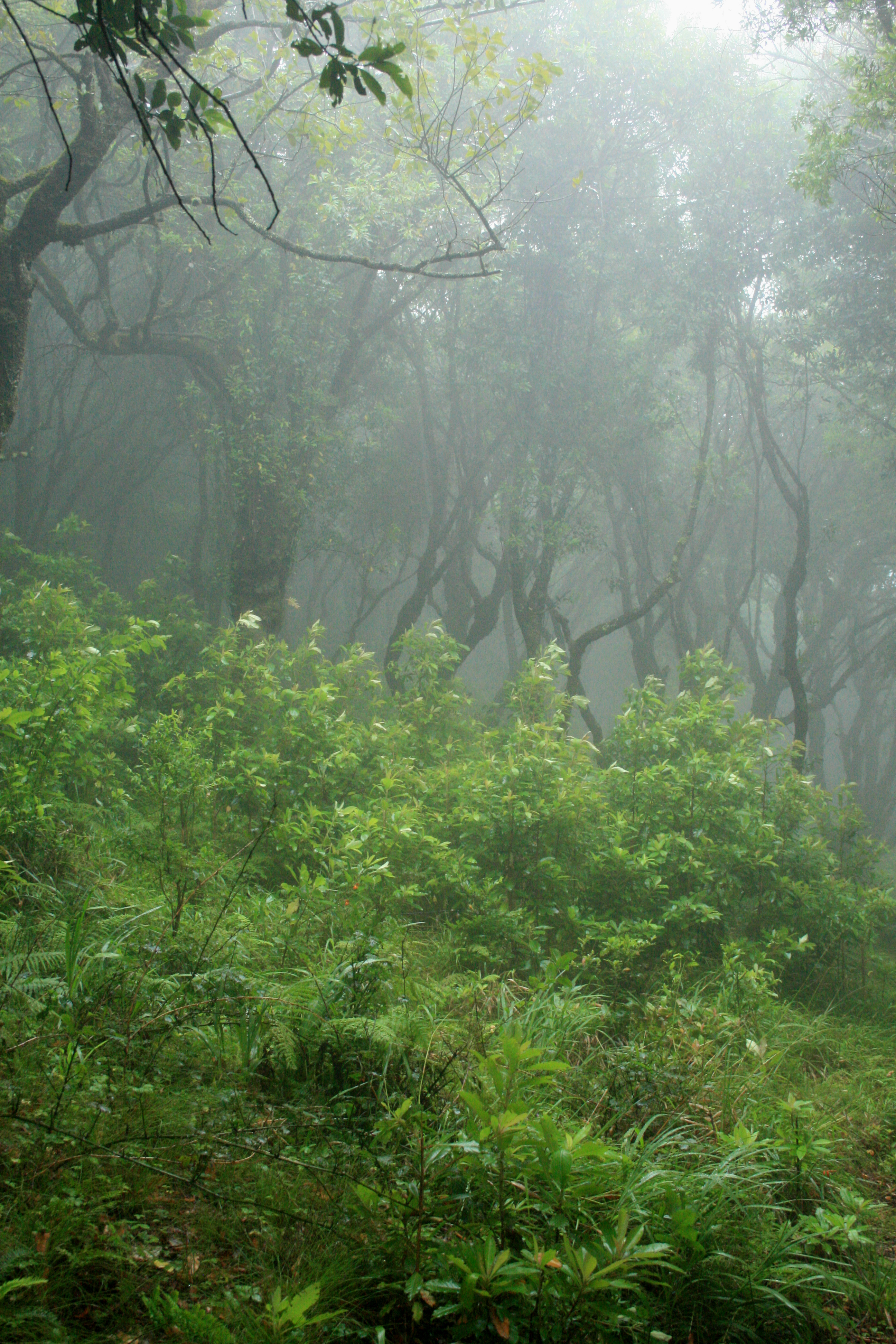
Lorbeerwald; auf den Makaronesischen Inseln verbreitete Waldvegetation

In Geobotanik und Vegetationskunde bildet die Region ein eigenständiges Florengebiet. Es ist durch die endemischen Arten sowie durch den in höheren Bergregionen (700–1200 m) vorkommenden Lorbeerwald (siehe Laurisilva) gekennzeichnet.
Die ursprünglich weite Fassung des Florengebietes, die auch Teile Marokkos einbezog, wurde mit besserer Kenntnis der Flora untergliedert. Gängig ist eine Untergliederung in drei Regionen:
- Groß-Makaronesien
das alle Inseln sowie auch Teile Marokkos umfasst
- Lauri-Makaronesien
das durch das Vorkommen des Lorbeerwaldes (Laurisilva) gekennzeichnet ist und
  - die Azoren,
  - Teile von Madeira
  - und der Kanaren umfasst
- Zentral-Makaronesien
das lediglich auf
  - Teile von Madeira
  - und der Kanaren beschränkt ist.

Die geobotanische Gliederung ist nicht unumstritten. Der Botaniker Hanno Schäfer kam zu dem Schluss, dass die Azoren zur Medio-Europäischen, die Kanaren und Madeira zur Mediterranen und die Kapverden zur Sudano-Sambesischen Region gehören. Dies steht im Widerspruch zu den früheren Arbeiten von Lobin, Lüpnitz und Dias.

## Naturschutz
Die Region hat folgende von der UNESCO als Weltnaturerbe ausgewiesene Gebiete:
- Laurisilva von Madeira (1999)
- Nationalpark Garajonay auf La Gomera (1986)
- Nationalpark El Teide auf Teneriffa (2007)

Biosphärenreservate (UNESCO/MAB):
- La Palma, Lanzarote, El Hierro, La Gomera, Anaga Massif, Fuerteventura und Gran Canaria auf den Kanaren
- Santana Madeira auf Madeira
- Fajãs de São Jorge, Corvo, Flores, Graciosa auf den Azoren

In der Region (EU-Teil) finden sich 38 geschützte Habitattypen (neun prioritär), 26 endemische Tier- und 118 endemische Pflanzenarten (Anh. II FFH-RL, fünf resp.41 prioritär), und insgesamt 150 geschützte Arten (einschließlich Vögel nach VS-RL). Diese sind durch Schutzgebiete nach Natura 2000 erfasst:
- 208 Schutzgebiete nach FFH-Richtlinie (SCI), mit 5340 km² (2048 km² Landfläche, 32 % der biogeographischen Region/Land; 3292 km² Meeresfläche)[14]

Nationale Schutzgebiete sind:
- Kanaren: vier Nationalparks, 145 sonstige Schutzgebiete (insgesamt 40 % der Fläche)
- Madeira: Parque Natural da Madeira (567 km², 2⁄3 der Insel) und einige weitere Schutzgebiete
- Azoren: fünf Naturreservate (Caldeira do Faial, Ilhéu de Vila Franca do Campo, Ilheus das Formigas/Santa Maria, Lagoa do Fogo/San Miguel, Montanha da Ilha do Pico) und drei geschützte Landschaften